# Alsternordbahn
| |                                                                        |                                            |                                            |
| Streckennummer (DB): | 9122                                                                   |                                            |                                            |
| Kursbuchstrecke (DB): | 138                                                                    |                                            |                                            |
| Streckenlänge: | ehem. 11,938 km heute 7,783 km                                         |                                            |                                            |
| Spurweite: | 1435 mm (Normalspur)                                                   |                                            |                                            |
| Streckenklasse: | D4                                                                     |                                            |                                            |
| Stromsystem: | (U-Bahn Norderstedt Mitte – Ochsenzoll) seitliche Stromschiene 750 V = |                                            |                                            |
| Maximale Neigung: | 11,836 ‰                                                               |                                            |                                            |
| Minimaler Radius: | 400 m                                                                  |                                            |                                            |
| Streckengeschwindigkeit: | 80 km/h                                                                |                                            |                                            |
| Zugbeeinflussung: | PZB 90 (Version AKN)                                                   |                                            |                                            |
| Zweigleisigkeit: | Ulzburg–Moorbekhalle                                                   |                                            |                                            |
| |                                                                        |                                            |                                            |
| \| \| \| von Kaltenkirchen \| \| \| \| 11,938 \| Streckenanfang \| Streckenanfang \| \| \| 11,720 \| Ulzburg Süd \| Ulzburg Süd \| \| \| 11,014 \| nach Eidelstedt / von Tanneneck Gbf \| nach Eidelstedt / von Tanneneck Gbf \| \| \| 10,971 \| ab hier zweigleisig \| ab hier zweigleisig \| \| \| 9,525 \| Meeschensee Bahnsteig Richtung Ulzburg Süd \| Meeschensee Bahnsteig Richtung Ulzburg Süd \| \| \| 9,465 \| Elfenhagen \| Elfenhagen \| \| \| 9,405 \| Meeschensee Bahnsteig Richtung Norderstedt \| Meeschensee Bahnsteig Richtung Norderstedt \| \| \| 8,512 \| K113 \| K113 \| \| \| 8,292 \| Haslohfurth \| Haslohfurth \| \| \| 8,253 \| zum Umspannwerk \| zum Umspannwerk \| \| \| 7,620 \| Industriegleis nach Harkshörn (NIB) \| Industriegleis nach Harkshörn (NIB) \| \| \| 7,124 \| Quickborner Straße \| Quickborner Straße \| \| \| 7,068 \| Quickborner Straße \| Quickborner Straße \| \| \| 6,502 \| Friedrichsgabe (seit 1992) \| Friedrichsgabe (seit 1992) \| \| \| 6,383 \| Friedrichsgabe (bis 1992) \| Friedrichsgabe (bis 1992) \| \| \| 5,723 \| Oadby-and-Wigston-Straße \| (seit 2015) \| \| \| 5,642 \| Harckesheyde \| Harckesheyde \| \| \| 5,603 \| Friedrichsgaber Weg \| (bis 2015) \| \| \| 5,170 \| Moorbekhalle \| Moorbekhalle \| \| \| 4,975 \| südl. von hier eingleisig \| südl. von hier eingleisig \| \| \| 4,681 \| Friedrichsgabe Waldstraße \| Friedrichsgabe Waldstraße \| \| \| 4,676 \| Waldstraße \| Waldstraße \| \| \| \| \| \| \| \| 4,155 \| Norderstedt Mitte seit 1996 ab hier \| Norderstedt Mitte seit 1996 ab hier \| \| \| \| \| \| \| \| \| \| \| \| \| \| \| \| \| \| \| \| \| \| \| 3,979 \| Heidberg \| Heidberg \| \| \| 3,936 \| Harkseichen-Falkenberg (bis 1979) \| Harkseichen-Falkenberg (bis 1979) \| \| \| 3,198 \| Buchenweg \| Buchenweg \| \| \| 2,738 \| Garstedt Richtweg \| Garstedt Richtweg \| \| \| 1,976 \| Marommer Straße (ab etwa 1968) \| Marommer Straße (ab etwa 1968) \| \| \| 1,630 \| Garstedt Birkenweg (bis 1969) \| Garstedt Birkenweg (bis 1969) \| \| \| 1,515 \| Garstedt ab 1969 (oberirdisch bis 1996) \| Garstedt ab 1969 (oberirdisch bis 1996) \| \| \| 1,070 \| Garstedt (bis 1967) \| Garstedt (bis 1967) \| \| \| 1,068 \| Ochsenzoller Straße \| Ochsenzoller Straße \| \| \| 0,735 \| Hempberg \| Hempberg \| \| \| 0,577 \| Ohechaussee \| Ohechaussee \| \| \| 0,472 \| Landesgrenze Schleswig-Holstein–Hamburg \| Landesgrenze Schleswig-Holstein–Hamburg \| \| \| 0,000 \| Ochsenzoll (bis 1967) \| Ochsenzoll (bis 1967) \| \| \| \| Langenhorner Chaussee \| \| \| \| \| Ochsenzoll (ehem. Gbf) \| \| \| \| \| nach Ohlsdorf \| \| |                                                                        |                                            |                                            |
| Strecke |                                                                        | von Kaltenkirchen                          | von Kaltenkirchen                          |
| Kilometer-Wechsel | 11,938                                                                 | Streckenanfang                             | Streckenanfang                             |
| Bahnhof | 11,720                                                                 | Ulzburg Süd                                | Ulzburg Süd                                |
| Abzweig geradeaus, nach rechts und von rechts | 11,014                                                                 | nach Eidelstedt / von Tanneneck Gbf        | nach Eidelstedt / von Tanneneck Gbf        |
| Strecke | 10,971                                                                 | ab hier zweigleisig                        | ab hier zweigleisig                        |
| Haltepunkt / Haltestelle | 9,525                                                                  | Meeschensee Bahnsteig Richtung Ulzburg Süd | Meeschensee Bahnsteig Richtung Ulzburg Süd |
| Bahnübergang | 9,465                                                                  | Elfenhagen                                 | Elfenhagen                                 |
| Haltepunkt / Haltestelle | 9,405                                                                  | Meeschensee Bahnsteig Richtung Norderstedt | Meeschensee Bahnsteig Richtung Norderstedt |
| Strecke mit Straßenbrücke | 8,512                                                                  | K113                                       | K113                                       |
| Haltepunkt / Haltestelle | 8,292                                                                  | Haslohfurth                                | Haslohfurth                                |
| Abzweig geradeaus und nach rechts | 8,253                                                                  | zum Umspannwerk                            | zum Umspannwerk                            |
| Abzweig geradeaus und nach links | 7,620                                                                  | Industriegleis nach Harkshörn (NIB)        | Industriegleis nach Harkshörn (NIB)        |
| Haltepunkt / Haltestelle | 7,124                                                                  | Quickborner Straße                         | Quickborner Straße                         |
| Bahnübergang | 7,068                                                                  | Quickborner Straße                         | Quickborner Straße                         |
| Haltepunkt / Haltestelle | 6,502                                                                  | Friedrichsgabe (seit 1992)                 | Friedrichsgabe (seit 1992)                 |
| ehemaliger Haltepunkt / Haltestelle | 6,383                                                                  | Friedrichsgabe (bis 1992)                  | Friedrichsgabe (bis 1992)                  |
| Brücke | 5,723                                                                  | Oadby-and-Wigston-Straße                   | (seit 2015)                                |
| ehemaliger Haltepunkt / Haltestelle | 5,642                                                                  | Harckesheyde                               | Harckesheyde                               |
| ehemaliger Bahnübergang | 5,603                                                                  | Friedrichsgaber Weg                        | (bis 2015)                                 |
| Haltepunkt / Haltestelle | 5,170                                                                  | Moorbekhalle                               | Moorbekhalle                               |
| Strecke | 4,975                                                                  | südl. von hier eingleisig                  | südl. von hier eingleisig                  |
| ehemaliger Haltepunkt / Haltestelle | 4,681                                                                  | Friedrichsgabe Waldstraße                  | Friedrichsgabe Waldstraße                  |
| Bahnübergang | 4,676                                                                  | Waldstraße                                 | Waldstraße                                 |
| |                                                                        |                                            |                                            |
| U-Bahn-Bahnhof · Bahnhof · U-Bahn-Bahnhof | 4,155                                                                  | Norderstedt Mitte seit 1996 ab hier        | Norderstedt Mitte seit 1996 ab hier        |
| U-Bahn-Strecke · U-Bahn-Strecke |                                                                        |                                            |                                            |
| U-Bahn-Tunnelanfang · U-Bahn-Tunnelanfang |                                                                        |                                            |                                            |
| U-Bahn-Strecke nach links (im Tunnel) · U-Bahn-Abzweig von links und von rechts (im Tunnel) · U-Bahn-Strecke nach rechts (im Tunnel) |                                                                        |                                            |                                            |
| |                                                                        |                                            |                                            |
| U-Bahn-Strecke (im Tunnel) · Bahnübergang (Strecke außer Betrieb) | 3,979                                                                  | Heidberg                                   | Heidberg                                   |
| U-Bahn-Tunnelende · Haltepunkt / Haltestelle (Strecke außer Betrieb) | 3,936                                                                  | Harkseichen-Falkenberg (bis 1979)          | Harkseichen-Falkenberg (bis 1979)          |
| U-Bahn-Strecke mit Straßenbrücke · Bahnübergang (Strecke außer Betrieb) | 3,198                                                                  | Buchenweg                                  | Buchenweg                                  |
| U-Bahn-Haltepunkt / Haltestelle · Haltepunkt / Haltestelle (Strecke außer Betrieb) | 2,738                                                                  | Garstedt Richtweg                          | Garstedt Richtweg                          |
| U-Bahn-Tunnelanfang · Bahnübergang (Strecke außer Betrieb) | 1,976                                                                  | Marommer Straße (ab etwa 1968)             | Marommer Straße (ab etwa 1968)             |
| U-Bahn-Strecke (im Tunnel) · Haltepunkt / Haltestelle (Strecke außer Betrieb) | 1,630                                                                  | Garstedt Birkenweg (bis 1969)              | Garstedt Birkenweg (bis 1969)              |
| U-Bahn-Bahnhof (im Tunnel) · Bahnhof (Strecke außer Betrieb) | 1,515                                                                  | Garstedt ab 1969 (oberirdisch bis 1996)    | Garstedt ab 1969 (oberirdisch bis 1996)    |
| U-Bahn-Tunnelende · Haltepunkt / Haltestelle (Strecke außer Betrieb) | 1,070                                                                  | Garstedt (bis 1967)                        | Garstedt (bis 1967)                        |
| U-Bahn-Strecke mit Straßenbrücke · Bahnübergang (Strecke außer Betrieb) | 1,068                                                                  | Ochsenzoller Straße                        | Ochsenzoller Straße                        |
| U-Bahn-Strecke mit Straßenbrücke · Bahnübergang (Strecke außer Betrieb) | 0,735                                                                  | Hempberg                                   | Hempberg                                   |
| U-Bahn-Strecke mit Straßenbrücke · Bahnübergang (Strecke außer Betrieb) | 0,577                                                                  | Ohechaussee                                | Ohechaussee                                |
| U-Bahn-Grenze · Grenze (Strecke außer Betrieb) | 0,472                                                                  | Landesgrenze Schleswig-Holstein–Hamburg    | Landesgrenze Schleswig-Holstein–Hamburg    |
| U-Bahn-Strecke · Kopfbahnhof Streckenende (Strecke außer Betrieb) | 0,000                                                                  | Ochsenzoll (bis 1967)                      | Ochsenzoll (bis 1967)                      |
| U-Bahn-Strecke mit Straßenbrücke |                                                                        | Langenhorner Chaussee                      | Langenhorner Chaussee                      |
| U-Bahn-Bahnhof · Betriebs-/Güterbahnhof Streckenanfang (Strecke außer Betrieb) |                                                                        | Ochsenzoll (ehem. Gbf)                     | Ochsenzoll (ehem. Gbf)                     |
| U-Bahn-Strecke · Strecke (außer Betrieb) |                                                                        | nach Ohlsdorf                              | nach Ohlsdorf                              |

Die Alsternordbahn (ANB) ist eine Nebenbahn im südlichen Schleswig-Holstein. Sie verband ursprünglich die Bahnhöfe Ochsenzoll in Hamburg-Langenhorn und Ulzburg Süd im Kreis Segeberg in Schleswig-Holstein sowie mehrere dazwischen eingerichtete Haltestellen.
Der nördliche Teil der Strecke zwischen Ulzburg Süd und Norderstedt Mitte wird heute von der AKN Eisenbahn (Linie A2) bedient, ist weitgehend zweigleisig und nicht elektrifiziert. Er verläuft hauptsächlich durch den Norderstedter Stadtteil Friedrichsgabe. Der südliche Abschnitt zwischen Norderstedt Mitte und Ochsenzoll gehört heute zum Streckennetz der Hamburger U-Bahn (Linie U1), ist durchgehend zweigleisig und mit 750 V Gleichstrom über eine Stromschiene elektrifiziert.
Die Bezeichnung Alsternordbahn ist für diese Route umgangssprachlich noch gebräuchlich.

## Geschichte
Die Alsternordbahn entstammt einer Idee des Bauingenieurs Heinrich Lönnies, der schon am 20. Januar 1948 in Friedrichsgabe die Baugenossenschaft Adlershorst gegründet hatte und später „Der Löwe von Norderstedt“ genannt wurde. Hintergrund war das Achsenkonzept, das der Architekt und Hamburger Oberbaudirektor Fritz Schumacher in den 1920er Jahren vorgestellt hatte. Dieses sah für den Raum Langenhorn – Kaltenkirchen eine Entwicklungsachse vor. Zu diesem Zeitpunkt gab es bereits die Strecke der Hamburger Hochbahn bis Ochsenzoll, während bis Ulzburg und Henstedt keine Bahnverbindung existierte, da nördlich von Ohlsdorf eine eher schwache Besiedlung vorlag (siehe Geschichte der Langenhorner Bahn).

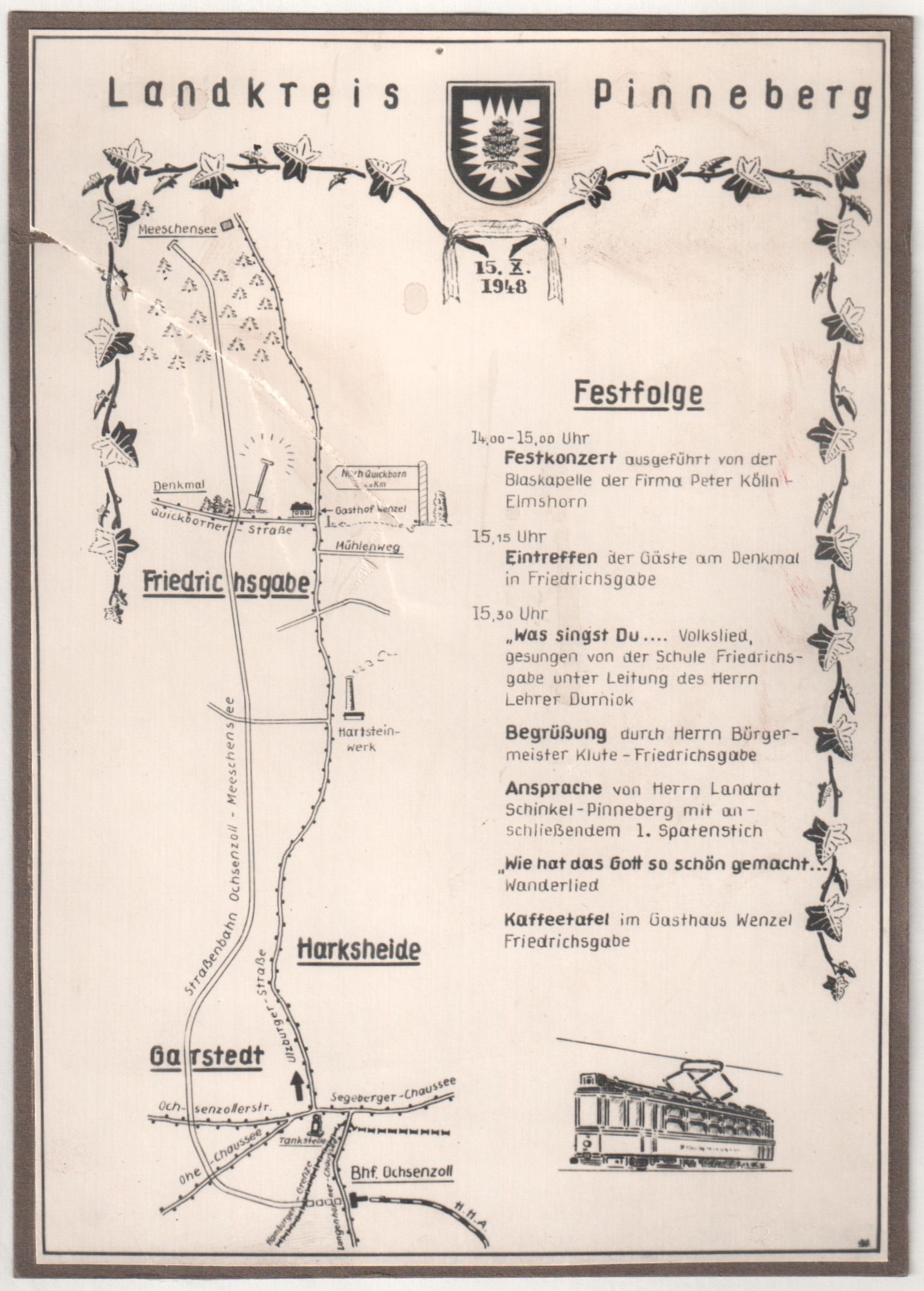
Einladung und Programm zum 1. Spatenstich für die Alsternordbahn in Friedrichsgabe

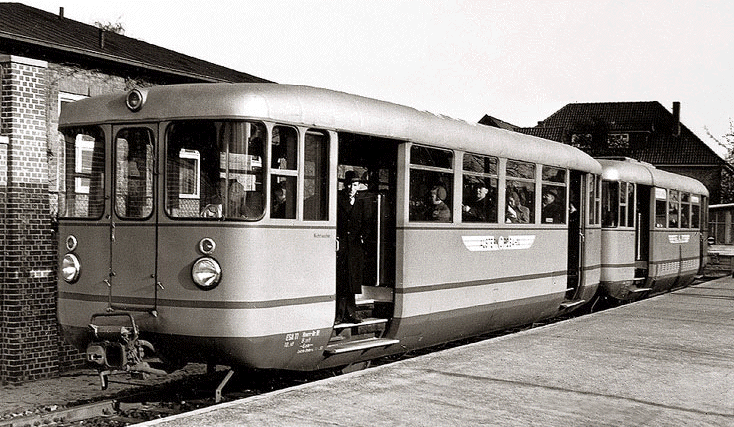
Akkumulatortriebwagen von MaK in Ochsenzoll, in Betrieb von 1953 bis 1967

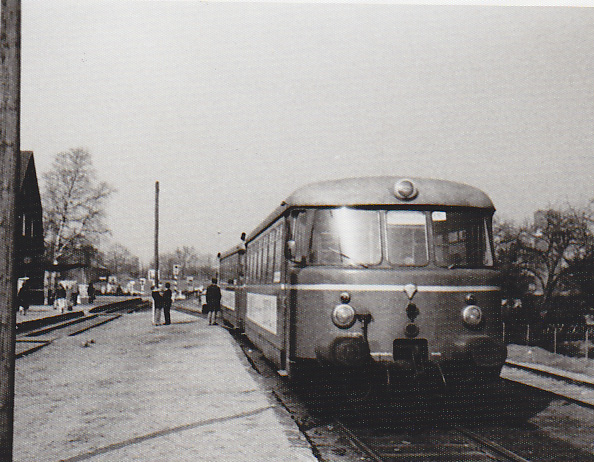
Bei der Alsternordbahn in den 1960er und 1970er Jahren eingesetzter MAN-Schienenbus

Der erste Spatenstich erfolgte am 15. Oktober 1948 an der heutigen Station Quickborner Straße durch den Friedrichsgaber Bürgermeister Helmut Klute (1877–1948), der das Projekt politisch durchgesetzt hatte. Eröffnet wurde die Alsternordbahn am 17. Mai 1953. Obwohl sie zunächst als einfache straßenbahnähnliche Verbindung geplant war, ist sie als normalspurige Kleinbahn nach der Eisenbahn-Bau- und Betriebsordnung errichtet worden und damit die erste neu erbaute Eisenbahnstrecke in der Bundesrepublik Deutschland. Die Gleise stammen aus dem Abbruch einer 13 km langen Bahnanlage der ehemaligen deutschen Wehrmacht im Raume Aurich und münden im Süden des Bahnhofs Ulzburg Süd in die Bahnstrecke Hamburg-Altona–Neumünster der AKN. In Ochsenzoll bestand keine Gleisverbindung mit dem dortigen inzwischen stillgelegten und 2008 abgebauten Gleis der Güterumgehungsbahnstrecke der Deutschen Bundesbahn nach Ohlsdorf, ebenso keine unmittelbare Verbindung mit den U-Bahn-Gleisen.
Die Betriebsführung hatte von Anfang an die AKN; sie stellte zudem das Personal, das aber zu Teilen offiziell bei der ANB beschäftigt war und von ihr bezahlt wurde.
Eingesetzt wurden zunächst (bis 1967) neue Akkumulatortriebwagen von MaK, ab 1956 auch MAN-Schienenbusse. Von Beginn an waren die Triebwagen mit UKW-Sprechfunk-Anlagen ausgestattet. Damit wurde der Zugfunk – der erste in Deutschland – ab dem 17. Mai 1953 mit der Zugmeldestelle durchgeführt. Die wenigen Ausweichstellen (Bf. Meeschensee-Alsterquelle, Friedrichsgabe-Dorf, Friedrichgabe-Waldstraße, Garstedt-Richtweg) der damals eingleisigen Strecke waren mit Rückfallweichen ausgestattet, so konnte ein kostengünstiger Zugleitbetrieb mit wenig Personal durchgeführt werden.
In den Anfangsjahren gab es Probleme mit den Akkus. Der Spottvers dazu hieß: „Die Alsternordbahn ist ne Bahn, mit der die Leut spaziernfahrn. An jeder Ecke bleibt sie stehn, die Leute müssen schieben gehn“.
Die ANB verkaufte 1977 ihren Fahrzeugbestand (eigene MAN-Schienenbusse), danach wurden solche der AKN eingesetzt. 1981 wurde die ANB – wie auch die Elmshorn-Barmstedt-Oldesloer Eisenbahn (EBOE) – von der AKN komplett übernommen und seitdem als Betriebsteil ANB bzw. EBO geführt. Die im Hamburger Verkehrsverbund (HVV) als „A2“ bezeichnete Strecke wurde im Zuge der schrittweisen Verlängerung der U-Bahn-Linie U1 1967 bis Garstedt und 1996 bis Norderstedt Mitte verkürzt.
Die Strecke wurde zwischen 1992 und 1996 zweigleisig ausgebaut, wobei das seit 1973 zwischen Ulzburg Süd und Friedrichsgabe parallel liegende Stammgleis der Norderstedter Industriebahn (NIB) einbezogen wurde. Die Strecke endet eingleisig im 1996 eröffneten Bahnhof Norderstedt Mitte, wo am gleichen Bahnsteig das Umsteigen zur U-Bahn möglich ist.
1992 wurde die Infrastruktur der Verkehrsgesellschaft Norderstedt (VGN), einer Tochter der Stadtwerke Norderstedt, übergeben. Die AKN betrieb weiterhin den Verkehr auf der A2-Strecke mit dieselelektrischen Doppeltriebwagen (LHB VTA), wobei vier Triebwagen Eigentum der VGN waren. Der ebenfalls in VGN-Hand befindliche südliche Abschnitt der Alsternordbahn von Norderstedt Mitte bis Garstedt wird nach Tieferlegung und zweigleisigem Ausbau seit 1996 als U-Bahn-Linie U1 von der Hamburger Hochbahn (HHA) im Auftrag der VGN betrieben, hier gehören einige DT4-Triebzüge der VGN.
Am 1. Januar 2021 wurde die Infrastruktur wieder der AKN übergeben.
Güterverkehr auf der ANB gab es erst ab dem 20. Oktober 1971, und nur auf dem nördlichen Streckenteil, als der Anschluss zur Umspannstation Friedrichsgabe der HEW in Betrieb genommen wurde. Seit dem 1. Januar 2004 wird er von DB Cargo durchgeführt.

## Haltestellen

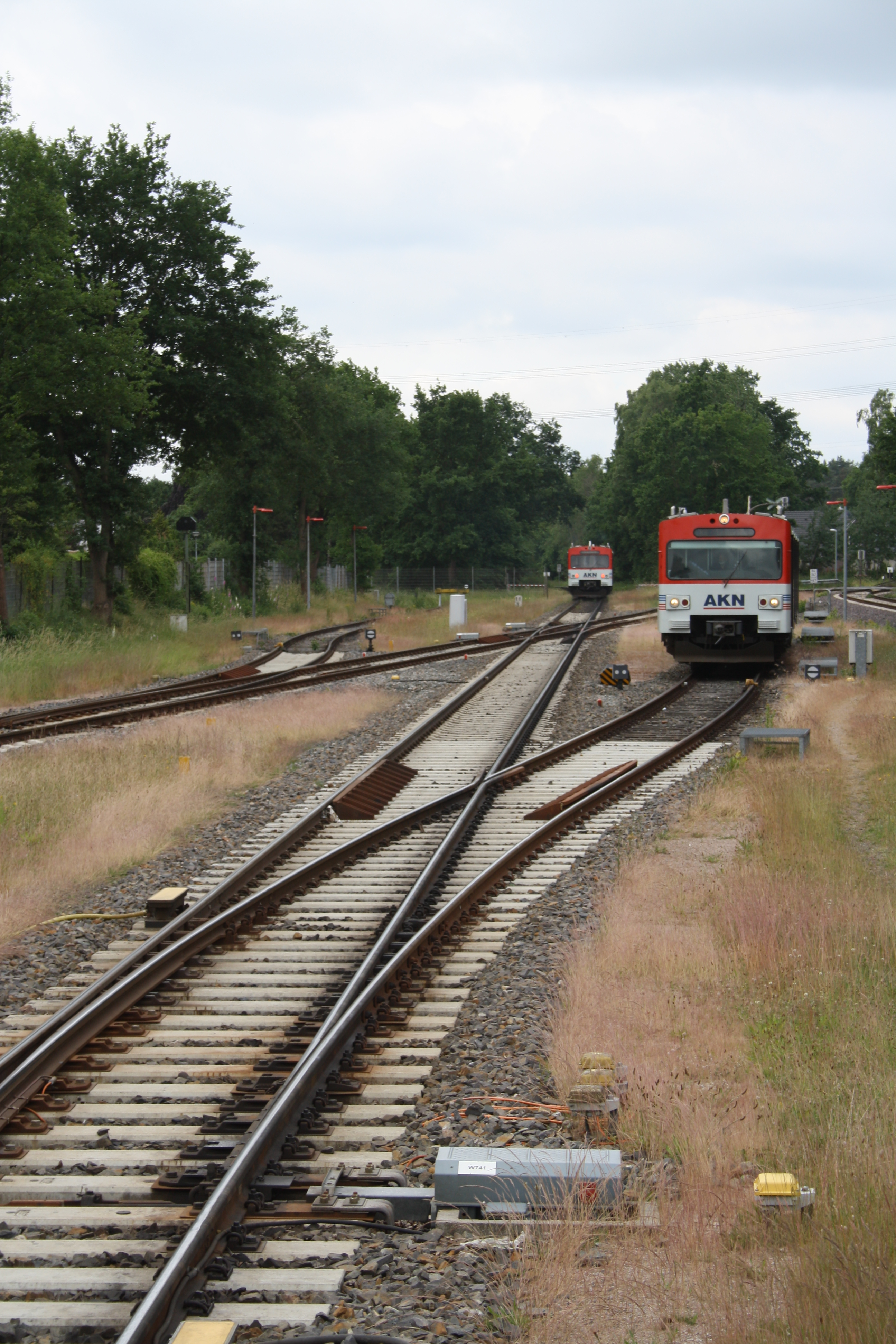
Südkopf des Bahnhofs Ulzburg Süd mit Zug nach Norderstedt; auf dem Abstellgleis ein ebensolcher dieselelektrischer Doppeltriebwagen des Typs LHB VTA, nach rechts die Strecke nach Hamburg-Eidelstedt

Von Süden nach Norden, aufgegebene Haltestellen in kursiv:
- Ochsenzoll, eröffnet 1953 westlich der Langenhorner Chaussee (eingleisig, Bahnsteig auf der Südseite) in Höhe des auf der östlichen Straßenseite liegenden damaligen Endbahnhofs der U-Bahn und des Güterbahnhofs, 1967 aufgelassen wegen Bau der U-Bahn nach Garstedt
- Garstedt, 1953 nördlich der Ochsenzoller Straße eröffnet (eingleisig, Bahnsteig auf Westseite), 1967 aufgelassen, 1969 weiter nördlich über dem gleichnamigen U-Bahnhof neben dem kurze Zeit später hier eröffneten Einkaufszentrum „Herold Center“ als neuer Endpunkt eröffnet (eingleisig mit Hinterstellgleis, Bahnsteig auf der Westseite), 1996 aufgelassen (durch verlängerte U-Bahn ersetzt)
- Garstedt-Birkenweg, eröffnet 1953 nördlich des Birkenweges (eingleisig, Bahnsteig auf Westseite), provisorischer Endpunkt 1967–1969, danach zusammen mit Bahnübergang aufgelassen und abgebaut, ungefähr an dieser Stelle befand sich dann das Hinterstellgleis des neuen Endpunkts Garstedt
- Richtweg (bis 1979: Garstedt-Richtweg), eröffnet 1953 südlich des Richtweges (zweigleisig mit Mittelbahnsteig; Kreuzung im Linksverkehr mit Rückfallweichen), 1996 aufgelassen und durch U-Bahn-Haltestelle ersetzt
- Norderstedt Mitte (bis 1979: Harkseichen-Falkenberg), 1953 südlich der Heidbergstraße eröffnet (eingleisig, Bahnsteig auf Ostseite), Anfang/Mitte der 1990er Jahre mehrmals weiter nördlich verlegt (zuletzt eingleisig nördlich der Rathausallee, Bahnsteig auf der Westseite), seit 1996 Endpunkt im offenen Einschnitt (eingleisig zwischen den U-Bahn-Gleisen), mit direktem Übergang am gleichen Bahnsteig zur verlängerten U-Bahn-Linie U1 Richtung Garstedt – Ochsenzoll – Hamburg
- Waldstraße (bis 1979: Friedrichsgabe-Waldstraße), 1953 eröffnet, Bahnsteig jeweils vor der Straßenkreuzung Waldstraße (zweigleisig), 1992 aufgelassen und abgebaut (Ersatz durch neue Haltestelle Moorbekhalle weiter nördlich)
- Moorbekhalle (Schulzentrum Nord), eröffnet 1992 (zweigleisig mit Seitenbahnsteigen)
- Harckesheyde (bis 1979: Friedrichsgabe-Heidberg), 1953 eröffnet (eingleisig, Bahnsteig auf Westseite), 1992 aufgelassen und abgebaut (Ersatz durch neue Haltestelle Moorbekhalle weiter südlich)
- Friedrichsgabe (bis 1979: Friedrichsgabe-Mitte), eröffnet im Mai 1957 (eingleisig, Bahnsteig auf Ostseite, jetzt zweigleisig mit Seitenbahnsteigen), Anfang der 1990er Jahre um etwa 130 Meter nach Norden verlegt
- Quickborner Straße (bis 1979: Friedrichsgabe-Dorf), eröffnet 1953 nördlich der Quickborner Straße (zweigleisig mit Mittelbahnsteig)
- Haslohfurth (bis 1979: Haslohfurt-Kampmoor), eröffnet 1953 als Haslohfurth (eingleisig, Bahnsteig auf Ostseite, nach Bau der Norderstedter Industriebahn (NIB) auf der Westseite, jetzt zweigleisig mit Seitenbahnsteigen)
- Meeschensee (bis 1979: Meeschensee-Alsterquelle), eröffnet 1953 (zweigleisig mit jeweiligem Seitenbahnsteig auf Westseite und Hinterstellgleis auf Südseite, jetzt zweigleisig mit Seitenbahnsteigen)
- Ulzburg Süd, eröffnet 1953 an der Strecke Eidelstedt – Kaltenkirchen – Neumünster der AKN (heute Linie A1)

Bis auf Ulzburg Süd liegen alle heutigen Haltestellen in der Stadt Norderstedt, bis auf die Endbahnhöfe alle im Norderstedter Stadtteil Friedrichsgabe. Nach Ausbau in den 1990er Jahren ist die Strecke bis auf die Endstücke in den Bahnhöfen Norderstedt Mitte und Ulzburg Süd durchgehend zweigleisig und wird zu den Hauptverkehrszeiten im 10-Minuten-Takt betrieben.
In den 1950er und 1960er Jahren wurden etliche Fahrten über Ulzburg Süd hinaus auf der AKN-Strecke über Ulzburg nach Kaltenkirchen – hier befindet sich die Betriebswerkstatt der AKN – weiter geführt. Seit 2000 ist dies wieder der Fall, der Bahnhof Ulzburg heißt jetzt Bahnhof Henstedt-Ulzburg. Insbesondere war dies notwendig, da die Akkumulatoren der zuerst eingesetzten Akkumulatoren-Triebwagen an der Akkuladestation der ANB in Kaltenkirchen aufgeladen werden mussten.
Der Nullpunkt der Streckenkilometrierung wurde nicht geändert und befindet sich nach wie vor in Ochsenzoll.
2022 wurden alle Bahnsteige auf 118 Meter verlängert, um Doppeltraktionen mit Fahrzeugen des Typs LINT 54 einsetzen zu können.

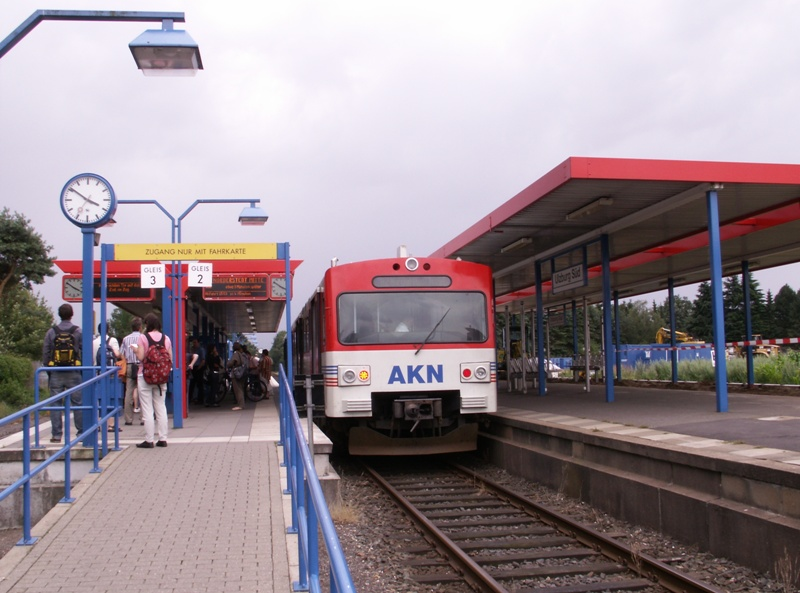
Bahnhof Ulzburg Süd, bahnsteiggleiches Umsteigen zu beiden Seiten zwischen A2 und A1 (+ A3)
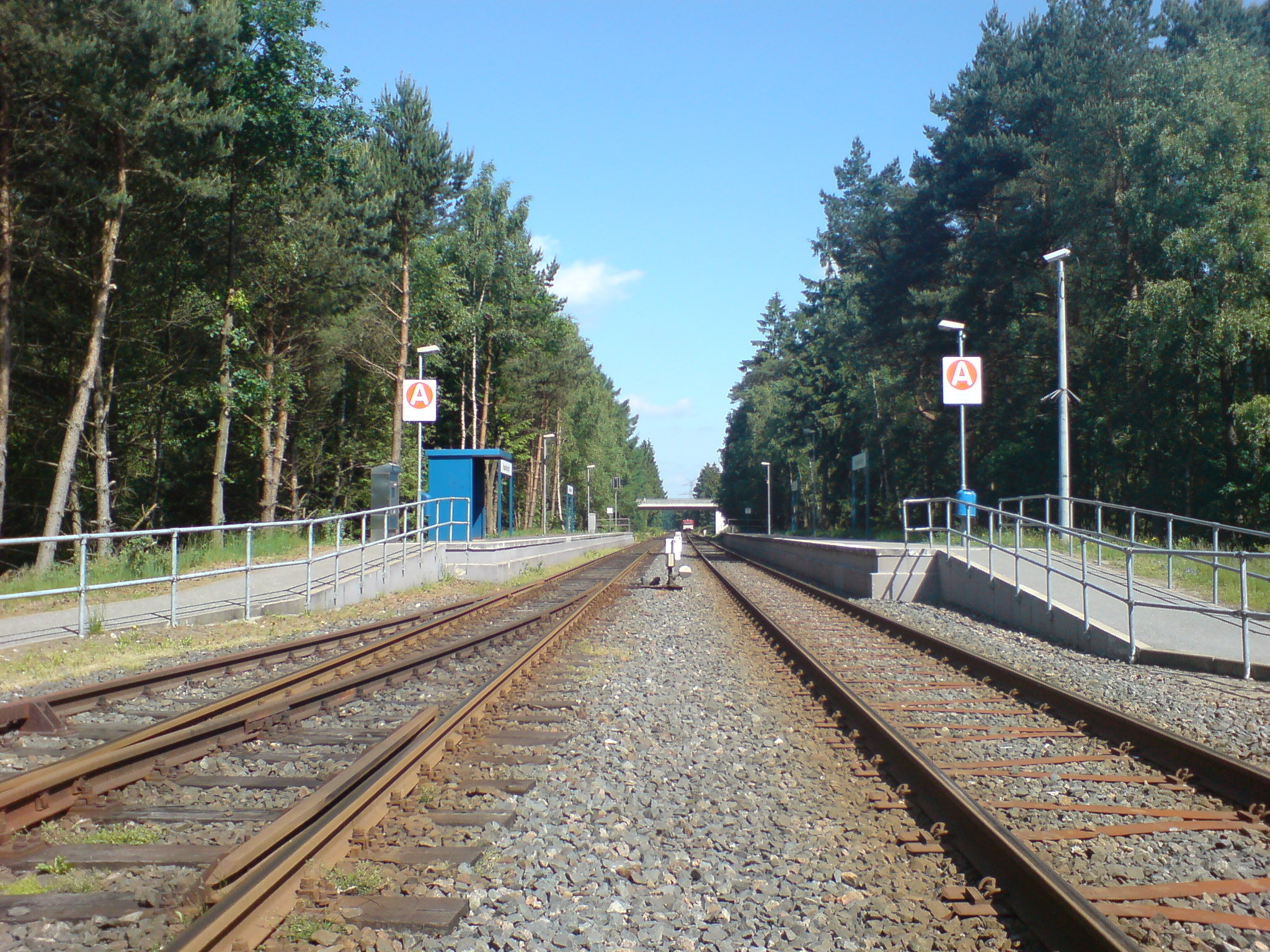
Haltepunkt Haslohfurth (A2)
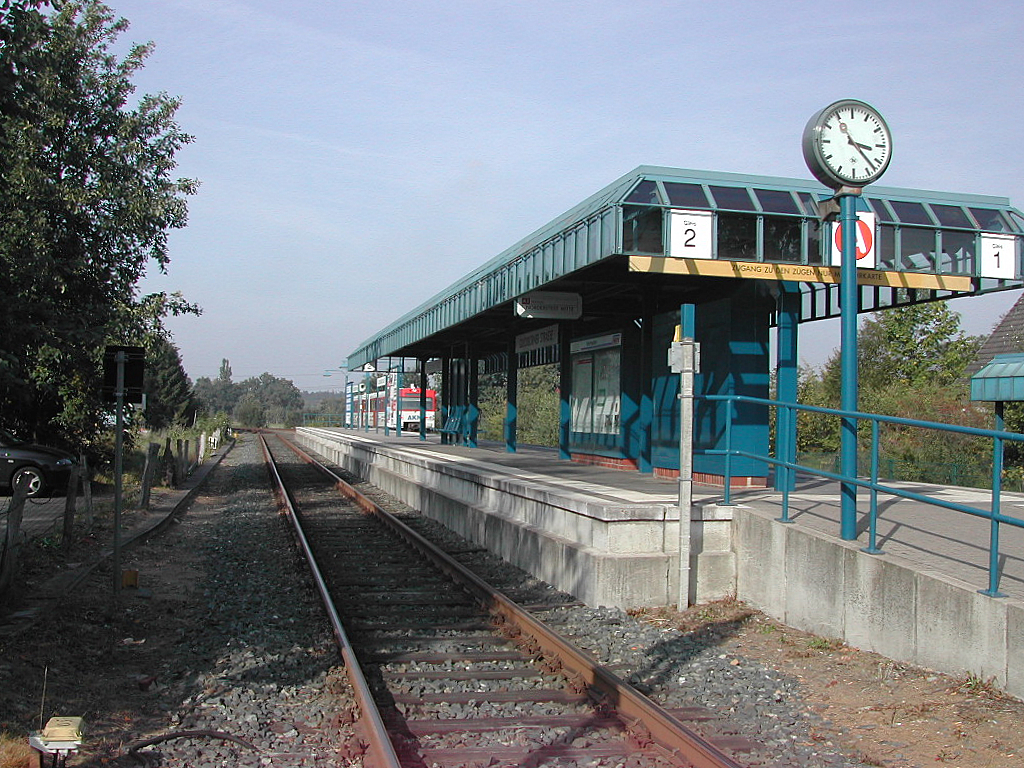
Haltepunkt Quickborner Straße in Friedrichsgabe (A2)
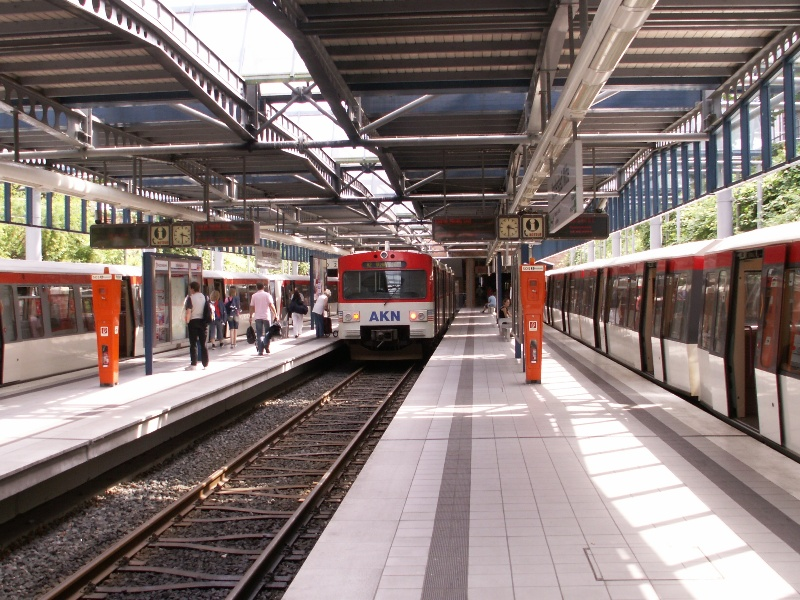
Bahnhof Norderstedt Mitte, auf dem mittleren Gleis die A2, beidseitig davon Züge der U1

## Heutiger Betrieb
Heute wird der Personenverkehr auf der (nördlichen) Alsternordbahn als Linie A2 durch die AKN durchgeführt. Die Züge verkehren täglich generell zwischen 5 und 1 Uhr in einem Grundtakt von 20 Minuten, der nach 23 Uhr auf 40 Minuten und sonntags auf 30 Minuten ausgedünnt wird. In der Hauptverkehrszeit montags bis freitags zwischen 6 und 9 Uhr sowie zwischen 16 und 19 Uhr besteht ein 10-Minuten-Takt. Über die AKN-Stammstrecke fahren die Züge weiter Richtung Kaltenkirchen und Neumünster.

## Serviceeinrichtungen an Stationen
Alle heutigen Stationen der Linie A2 verfügen über Fahrscheinautomaten sowie Notrufsäulen und sind videoüberwacht. In Norderstedt Mitte und Ulzburg Süd sind elektronische Fahrtzielanzeiger installiert, die übrigen Haltepunkte verfügen lediglich über Lautsprecher zur aktuellen Fahrgastinformation. An allen Stationen ist seit Mai 2015 kostenloses freies WLAN verfügbar.